# Frankolin szaroskrzydły
Frankolin szaroskrzydły (Scleroptila afra) – gatunek średniej wielkości afrykańskiego ptaka z rodziny kurowatych (Phasianidae). Osiadły.

## Systematyka
Gatunek monotypowy.

## Morfologia
Wygląd zewnętrzny: Ptak o pokroju zbliżonym do kuropatwy. Od pokrewnych gatunków odróżnia się małą ilością rdzawego koloru na skrzydłach, drobno kreskowanym spodem ciała i ubarwieniem gardła.
Rozmiary: długość ciała: 30–33 cm.
Masa ciała samiec: 345–539 g, samica 354–369 g.

## Występowanie

### Środowisko
Górskie tereny trawiaste i niskie zarośla, zazwyczaj 1800–2750 m n.p.m., ale widywany również niemal na poziomie morza.

### Zasięg występowania
Południowa Afryka i Lesotho.

## Pożywienie
Podziemne części roślin, zwłaszcza gatunków z rodziny amarylkowatych, kosaćcowatych i ciborowatych. Uzupełnieniem diety są nasiona i owoce oraz bezkręgowce, zwłaszcza mrówki, chrząszcze i prostoskrzydłe. Odżywia się wczesnym rankiem i wieczorem.

## Rozród
Gatunek monogamiczny.
Gniazdo to płytkie zagłębienie w ziemi wysłane trawą, liśćmi i tym podobnym materiałem.
Okres lęgowy Od lipca do marca.
Jaja: znosi 3–8 jaj.
Wysiaduje wyłącznie samica, przez 21–22 dni.

## Status, zagrożenie i ochrona
Status według kryteriów Czerwonej księgi gatunków zagrożonych IUCN: gatunek najmniejszej troski (LC – least concern). Trend liczebności populacji uznaje się za stabilny.

## Znaczenie dla człowieka
Zwierzę łowne.